# Costuras
José Monteiro, noto come Costuras (Sesimbra, 23 ottobre 1913 – ...), è stato un calciatore portoghese, di ruolo attaccante.

## Carriera
Fu capocannoniere del campionato portoghese nel 1939, anno in cui il Porto vinse il secondo campionato della sua storia.

## Palmarès

### Club

#### Competizioni nazionali
- Segunda Divisão: 1

Boavista: 1936-1937
- Campionato portoghese: 1

Porto: 1938-1939